# Neolimnomyia
Neolimnomyia es un género de dípteros nematóceros perteneciente a la familia Limoniidae. Se distribuye por Europa y África.

## Especies
- Contiene las siguientes especies:
- N. baluba (Alexander, 1963)
- N. batava (Edwards, 1938)
- N. filata (Walker, 1856)
- N. fumivena (Alexander, 1956)
- N. hetaira (Alexander, 1956)
- N. natalica (Alexander, 1956)
- N. prospera (Alexander, 1956)
- N. ranavalona (Alexander, 1965)
- N. suffilata (Alexander, 1946)
- N. tributa (Alexander, 1956)